# Bette Korber
Bette Korber é uma bióloga computacional norte-americana com foco na biologia molecular e genética populacional do vírus HIV que causa a infecção e, eventualmente, a AIDS. Ela tem contribuído fortemente para os esforços para obter uma vacina eficaz contra o HIV. Ela criou um banco de dados no Laboratório Nacional de Los Alamos que lhe permitiu criar vacinas de mosaico para o HIV, uma das quais está atualmente em teste em humanos na África. O banco de dados contém milhares de sequências do genoma do HIV e dados relacionados.
Korber é um cientista em biologia teórica e biofísica no Laboratório Nacional de Los Alamos. Ela recebeu o Prêmio Ernest Orlando Lawrence, o maior prêmio do Departamento de Energia por realizações científicas. Ela também recebeu vários outros prêmios, incluindo o Prêmio Elizabeth Glaser de pesquisa pediátrica sobre AIDS e o Prêmio Richard Feynman de Inovação.

## Prêmios e honras
- 2018: Cientista da Revista de P&D do ano[6]
- 2018: Prêmio Richard Feynman de Inovação[5]
- 2014: Selecionado para as 100 Mentes Mais Influentes da Década da Thomson Reuters Corporation[7]
- 2004: Prêmio Ernest Orlando Lawrence[3]
- 2002: Los Alamos National Laboratory Fellow[8]
- 2001: Distinto Alumna de CSULB[4]
- 1997: Elizabeth Glaser Scientist, para trabalho em AIDS pediátrica, apresentado por Hillary Clinton[4]